# کازوهیتو موچیزوکی
کازوهیتو موچیزوکی (انگلیسی: Kazuhito Mochizuki؛ زادهٔ ۱ دسامبر ۱۹۵۷) بازیکن فوتبال اهل ژاپن است.
از باشگاه‌هایی که در آن بازی کرده‌است می‌توان به باشگاه فوتبال جوبیلو ایواتا اشاره کرد.